# Jean-François Ternay
 (juillet 2022).
La mise en forme du texte ne suit pas les recommandations de Wikipédia : il faut le « wikifier ».
Les points d'amélioration suivants sont les cas les plus fréquents. Le détail des points à revoir est peut-être précisé sur la page de discussion.
- Les titres sont pré-formatés par le logiciel. Ils ne sont ni en capitales, ni en gras.
- Le texte ne doit pas être écrit en capitales (les noms de famille non plus), ni en gras, ni en italique, ni en « petit »…
- Le gras n'est utilisé que pour surligner le titre de l'article dans l'introduction, une seule fois.
- L'italique est rarement utilisé : mots en langue étrangère, titres d'œuvres, noms de bateaux, etc.
- Les citations ne sont pas en italique mais en corps de texte normal. Elles sont entourées par des guillemets français : « et ».
- Les listes à puces sont à éviter, des paragraphes rédigés étant largement préférés. Les tableaux sont à réserver à la présentation de données structurées (résultats, etc.).
- Les appels de note de bas de page (petits chiffres en exposant, introduits par l'outil «  Source ») sont à placer entre la fin de phrase et le point final[comme ça].
- Les liens internes (vers d'autres articles de Wikipédia) sont à choisir avec parcimonie. Créez des liens vers des articles approfondissant le sujet. Les termes génériques sans rapport avec le sujet sont à éviter, ainsi que les répétitions de liens vers un même terme.
- Les liens externes sont à placer uniquement dans une section « Liens externes », à la fin de l'article. Ces liens sont à choisir avec parcimonie suivant les règles définies. Si un lien sert de source à l'article, son insertion dans le texte est à faire par les notes de bas de page.
- La présentation des références doit suivre les conventions bibliographiques. Il est recommandé d'utiliser les modèles {{Ouvrage}}, {{Chapitre}}, {{Article}}, {{Lien web}} et/ou {{Bibliographie}}. Le mode d'édition visuel peut mettre en forme automatiquement les références.
- Insérer une infobox (cadre d'informations à droite) n'est pas obligatoire pour parachever la mise en page.

Pour une aide détaillée, merci de consulter Aide:Wikification.
Si vous pensez que ces points ont été résolus, vous pouvez retirer ce bandeau et améliorer la mise en forme d'un autre article.
Jean-François Ternay (né en 1955) est un réalisateur de films scientifiques et un enseignant-chercheur  français. Il est notamment reconnu pour ses travaux de vulgarisation et de médiation scientifique et sa problématisation des questions de diffusion des sciences.

## Biographie
Originellement issu de l’université Stendhal (Grenoble-III), en Sciences de l’information et de la communication, Jean-François Ternay est titulaire d’un doctorat en histoire et philosophie des sciences, obtenu en 2001 à l’université Paris-Sud sous la direction de Paul Brouzeng.
Sa thèse porte sur la production et la diffusion des images scientifiques dans les médias.
Auteur et réalisateur, il conçoit et réalise des films institutionnels et de télévision.
Il intègre, comme réalisateur, le CNRS en 1996 et réalise des documentaires notamment pour les émissions de télévision « Côté sciences » (TV5 Monde - Cité des sciences et de l’industrie), «Archimède» (Arte - Cnrs images), le Téléthon (France 2 – Association française contre les myopathies), Planète.
La Bibliothèque nationale de France référence 47 œuvres filmiques le concernant.
France Culture (Archipel Sciences,,) et France Inter (Le grand Bain,,) font référence à son travail. Il est membre de la SCAM (Société civile des auteurs multimédia) depuis 1986.

## Enseignements et recherches
Il est enseignant-chercheur en sciences de l’information et de la communication, sur les problématiques de médiation scientifique, à l’université de Paris-Sud de 2003 à 2012 puis à l’Université Paris-Diderot de 2012 à 2021 dans le Master « Sciences et médias» et le laboratoire CERILAC de l’UFR LAC (lettre-art-cinéma).
Il enseigne par ailleurs, de 2003 à 2021, à « l’Espace éthique» de la Région Île-de-France, dirigé par Emmanuel Hirsch, les problèmes éthiques liés à la communication scientifique et technique.

## Publications (sélection)
- Jean-François Ternay, « Mise en image des controverses », dans Gérard Arnold et Sylvestre Huet, (dir.), Le Journalisme scientifique dans les controverses, Paris, CNRS Editions, 2004, p. 107-113[12],[13],[14].
- Baudouin Jurdant, Jean-François Ternay, « Du scientisme dans les médias, la double réduction » dans Jacqueline Nacache, Jean-Marc Lévy-Leblond (dir.), Cinéma et sciences no 71, RevelUNice Editions, Alliage (2012), p. 12-25[15],[16].
- Jean-François Ternay, « L’image de la recherche : voir-mesurer-simuler » et « Communiquer : quand l’imagerie scientifique entre en communication », dans Philippe Dériaz et Nicolas Schmidt (dir.), Du film scientifique et technique, Cinémaction no 135, Paris, Charles Corlet Editions, (2010), p. 28-31 et p. 102-105)[17],[18].
- Jean-François Ternay, « Pour une responsabilité éthique de la communication » dans Emmanuel Hirsch (Dir.). Pandémie grippale : l’ordre de mobilisation, Paris, Les Editions du Cerf, (2009), p. 250-260[19].
- Jean-François Ternay, « Bébé gadget », Frédéric Joignot, Georges Marbeck, Isabelle Sorente (Dir.), Infantilisation Générale, Ravages no 2, Paris, Editions Descartes et cie.(2009), p 89-95[20],[21].
- Jean-François Ternay, « Reproduction version 2.0, La marchandisation des corps », dans René Frydman, Émile Papiernik, Cédric Crémière, Jean-Louis Fischer (Dir.), Naissance, Editions De conti (2009), p. 168-177[22],[23].
- Jean-François Ternay, « Images médicales du fœtus humain, appropriation et détournement », dans Véronique Dasen (Dir.), L’embryon face au temps de la vie, face au temps de l’histoire, In Folio Editions, (2007), p. 167-188[24],[25].

## Filmographie (sélection)
Ses œuvres principales comme auteur-réalisateur sont référencées sur les bases de la BNF. Ainsi que celles de : l’Inathèque, Canal U, Film documentaire, Cnrs Images, Lussas Doc et le catalogue du SUDOC.
- 1996 : Le corps fragmenté[30],[31]. Différents imageurs médiaux : IRM, scanner, radiographie conventionnelle, tomographie par émissions de positons, scintigraphie osseuse sont présentés pour en caractériser les différentes utilisations.
- 1996 : Chercheurs en paradis[32],[33],[34]. Le film rend compte des activités de recherche, notamment celles portant sur la coévolution plantes-animaux, au sein d'une station scientifique située dans la réserve naturelle nationale des Nouragues au cœur de la forêt guyanaise.
- 1996: Laboratoire Ondes et Acoustique[35],[36],[37]. Les miroirs à retournement temporel, développés à l’ESPCI par Mathias Fink permettent notamment de mettre en évidence des défauts à l’intérieur d’un bloc de titane.
- 1997 : De Lure à Soleil[38],[39],[40],[41],[42]. Le film raconte l’histoire du rayonnement synchrotron au travers des grands instruments de physique du plateau de Saclay : ACO[Note 4], Super ACO, DCI[Note 5] et aujourd’hui SOLEIL.
- 1997 : Mission "Expresso[43],[44],[45],[42]. L’étude de l’atmosphère, du sol jusqu’à cent mètres au-dessus de la canopée, réalisée lors d’une mission scientifique internationale au nord du Congo.
- 1998 : Vivre avec le paludisme[46],[47],[48]. Le suivi quotidien du paludisme dans deux villages du Sénégal, pour en comprendre les mécanismes.
- 1998 : Les architectes du vivant[49],[50],[51],[52]. La cristallographie par diffractions des rayons X est une des techniques pour visualiser la structure des protéines.
- 1998 : Le temps des neurones[53],[54],[55]. Certaines activités des neurones, grâce aux prises de vue cinématographiques « image par image », espacées dans le temps, peuvent être perçues quand elles sont restituées à la vitesse de 24 images par seconde.
- 1999 : Battements[56],[26],[57]. De la même manière que pour le film Le temps des neurones, il est possible de visualiser, grâce au cinéma, certaines activités des cellules cardiaques (myocytes).
- 2000 : Sous le plus haut plateau du monde[58],[59],[60],[6]. Le film rend compte d’une expédition scientifique au Tibet géographique, dont le but est d’effectuer une « échographie » des racines de l’Himalaya.
- 2000 : La microcirculation cérébrale[61],[62],[63]. Le microscope confocal à balayage laser est ici utilisé pour décrire la circulation sanguine dans les vaisseaux crâniens.
- 2001 : De la mise en forme à la mise en scène du réel[64],[65],[66]. Les chercheurs produisent des images et ce faisant opèrent une sorte mise en forme du réel. Les médias, en s’appropriant ces images, produisent une sorte de mise en scène de ce même réel.
- 2002 : PHARE[67],[68],[69],[70]. Le film rend compte de la mission océanographique « Phare », au large de Manzanillo dans l'océan pacifique. Le robot «Victor 6000» y est utilisé pour observer les fonds marins et prélever des échantillons.
- 2005 : Un autre regard sur la dyslexie[71],[72],[73]. Il existe un rapport entre motricité des yeux et dyslexie. Des dys-coordinations pourraient expliquer les difficultés de lecture chez les enfants dyslexiques.
- 2005 : Savoir pour pouvoir : le conseil génétique[74],[75]. Le film traite de l’importance de la « consultation de conseil génétique» pour les familles touchées par une maladie génétique.
- 2008 : La translecture d’un Codon Stop[76]. Quand un codon-stop est mal placé, sa translecture pourrait être utilisée en thérapie génique.